# Ærkefjende
En ærkefjende (engelsk archenemy, tysk: Erzfeind) er nogen eller nogets hovedfjende. I fiktion er det den karakter, der er helten/protagonistens værste fjende. Eksempelvis er Peter Pans ærkefjende Kaptajn Klo, Harry Potters ærkefjende er Voldemort og Darth Vaders ærkefjende Luke Skywalker.